# La seta del fin del mundo
La seta del fin del mundo (en inglés The Mushroom at the End of the World: On the Possibility of Life in Capitalist Ruins) es un libro de 2015 de la antropóloga chino-estadounidense Anna Lowenhaupt Tsing. El libro describe y analiza las cadenas de productos globalizadas de los hongos matsutake.

## Contenido
La seta del fin del mundo utiliza el matsutake como punto focal para explorar lo que Tsing describe como el fin del progreso capitalista a medida que la degradación ecológica y la precariedad económica proliferan en el siglo XXI. El matsutake se considera un manjar y prospera en bosques perturbados por humanos, forrajeado para consumo humano en lugares tan diversos como Oregón, Yunnan y Laponia. En el libro, Tsing sigue a los recolectores en su búsqueda de matsutakes, a los comerciantes que los compran y venden, y a los consumidores japoneses que los valoran, principalmente como regalos.

Tsing destaca tanto la resiliencia del matsutake, que los humanos han descubierto que no se puede cultivar, como los entrelazamientos y la codependencia de varias especies -o "conjuntos" de múltiples especies- no solo para sobrevivir en entornos precarios y perturbados, sino también para crear nuevos ambientes. Sobre tales ensamblajes, Tsing escribe:
…se podría decir que los pinos, los matsutake y los humanos se cultivan entre sí sin querer. Hacen posibles los proyectos de construcción del mundo de cada uno. Este modismo me ha permitido considerar cómo los paisajes en general son productos de un diseño no intencional, es decir, las actividades superpuestas de creación de mundos de muchos agentes, humanos y no humanos. El diseño es claro en el ecosistema del paisaje. Pero ninguno de los agentes ha previsto este efecto. Los humanos se unen a otros para crear paisajes de diseño no intencional. Como escenarios de dramas más que humanos, los paisajes son herramientas radicales para descentrar la arrogancia humana. Los paisajes no son telón de fondo de la acción histórica: son activos en sí mismos. Observar paisajes en formación muestra a los humanos uniéndose a otros seres vivos para dar forma a los mundos.
La autora recurre a estos temas no solamente para criticar el capitalismo, sino también para refutar la noción de la utilidad de una única "crítica unitaria" del capitalismo, argumentando, en cambio, la importancia de respuestas diversas y contingentes. Tsing escribe que "[para] entender el capitalismo (y no únicamente sus alternativas)... no podemos permanecer dentro de la lógica de los capitalistas; necesitamos un ojo etnográfico para ver la diversidad económica a través de la cual la acumulación es posible".

## Premios y reconocimientos
La seta del fin del mundo ha ganado numerosos premios, incluido el Premio Victor Turner de Escritura Etnográfica 2016 de la Sociedad de Antropología Humanística y el Premio del Libro Gregory Bateson 2016 de la Sociedad de Antropología Cultural.  El libro también fue nombrado mejor libro de 2015 por Kirkus Reviews y Times Higher Education. 

## Crítica
Natalia Cecire y Sam Solomon ofrecen una evaluación mixta de El hongo en el fin del mundo de Tsing, elogiándolo como un relato cuidadoso de los hongos en relación con el capitalismo, pero cuestionando el discurso más amplio de la "micoestética" en el que participa. Cecire y Solomon sostienen que en los últimos años la fantasía de una "solución para los hongos" se ha basado en la abundancia, la resiliencia y el carácter interconectado de los hongos de maneras que ocultan la naturaleza fundamentalmente explotadora y ecológicamente devastadora del capitalismo.

## Reseñas
- Bell, Joshua A. (2017). «The Mushroom at the End of the World: On the Possibility of Life in Capitalist Ruins by Anna Lowenhaupt Tsing». Anthropological Quarterly 90 (1): 277-282. ISSN 1534-1518. doi:10.1353/anq.2017.0011.
- Cons, Jason (2016). «The Mushroom at the End of the World: On the Possibility of Life in Capitalist Ruins.». The Journal of Asian Studies 75 (3): 798-800. ISSN 0021-9118. doi:10.1017/s0021911816000656.
- Helmreich, Stefan (2016). «The Mushroom at the End of the World: On the Possibility of Life in Capitalist Ruins.». American Ethnologist 43 (3): 570-572. ISSN 0094-0496. doi:10.1111/amet.12356.
- Kim, Eleana J. (2017). «The Arts of Noticing: The Mushroom at the End of the World: On the Possibility of Life in Capitalist Ruins.». Current Anthropology 58 (1): 138-140. ISSN 0011-3204. doi:10.1086/690139.
- Padwe, Jonathan (2018). «The mushroom at the end of the world: on the possibility of life in capitalist ruins». The Journal of Peasant Studies 46 (2): 433-437. ISSN 0306-6150. doi:10.1080/03066150.2018.1492777.
- Pham, Yamoi (2016). «The Mushroom at the End of the World: On the Possibility of Life in Capitalist Ruins». East Asian Science, Technology and Society 11 (4): 613-616. ISSN 1875-2160. doi:10.1215/18752160-3667933.
- Sullivan, Sian (2018). «On possibilities for salvaged polyphonic ecologies in a ruined world». Dialogues in Human Geography 8 (1): 69-72. ISSN 2043-8206. doi:10.1177/2043820617738835.

## Otras lecturas
- Lorimer, Jamie (2017). «The Anthropo-scene: A guide for the perplexed». Social Studies of Science (en inglés) 47 (1): 117-142. ISSN 0306-3127. PMID 28195027. doi:10.1177/0306312716671039.
- Haraway, Donna; Ishikawa, Noboru; Gilbert, Scott F.; Olwig, Kenneth; Tsing, Anna; Bubandt, Nils (2015). «Anthropologists Are Talking – About the Anthropocene». Ethnos 81 (3): 535-564. doi:10.1080/00141844.2015.1105838.
- Haraway, Donna (2015). «Anthropocene, Capitalocene, Plantationocene, Chthulucene: Making Kin». Environmental Humanities (en inglés) 6 (1): 159-165. ISSN 2201-1919. doi:10.1215/22011919-3615934.
- Orr, Yancey; Lansing, J. Stephen; Dove, Michael R. (2015). «Environmental Anthropology: Systemic Perspectives». Annual Review of Anthropology 44 (1): 153-168. ISSN 0084-6570. doi:10.1146/annurev-anthro-102214-014159.